# Ogólnopolski Dzień Praw Dziecka
Ogólnopolski Dzień Praw Dziecka – święto obchodzone corocznie 20 listopada, ustanowione z inicjatywy Rzecznika Praw Dziecka Marka Michalaka uchwałą Sejmu Rzeczypospolitej Polskiej 7 listopada 2014 r. dla upamiętnienia 25. rocznicy przyjęcia przez Zgromadzenie Ogólne Organizacji Narodów Zjednoczonych Konwencji o prawach dziecka.
Na wniosek Rzecznika Praw Dziecka Marka Michalaka w dniu 7 listopada 2014 roku Sejm Rzeczypospolitej Polskiej podjął uchwałę w sprawie ustanowienia dnia 20 listopada Ogólnopolskim Dniem Praw Dziecka.) 
W uchwale zapisano m.in.: "Dnia 20 listopada 2014 r. przypada 25. rocznica przyjęcia przez Zgromadzenie Ogólne Organizacji Narodów Zjednoczonych Konwencji o prawach dziecka. To wydarzenie ma szczególne znaczenie dla Polski jako inicjatora działań i prekursora prac nad stworzeniem tego najważniejszego na świecie dokumentu chroniącego prawa dzieci.
Jako Polacy jesteśmy dumni z faktu, że to właśnie nasz kraj w 1978 r. przedstawił projekt Konwencji i zaproponował Komisji Praw Człowieka ONZ jej uchwalenie. Był to niewątpliwie jeden z największych polskich sukcesów na arenie międzynarodowej.
Przypominając szczególny wkład i rolę Polski w tworzeniu światowego systemu ochrony praw dziecka, Sejm Rzeczypospolitej Polskiej ustanawia dzień 20 listopada Ogólnopolskim Dniem Praw Dziecka.") 
Obchody tego dnia, mają być impulsem do podejmowania aktywności w zakresie upowszechniania praw dziecka, zarówno wśród najmłodszych obywateli jak i dorosłych. Szczególną uwagę poświęca się informowaniu dzieci i młodzieży, o tym jakie prawa im przysługują oraz do kogo mogą się zwrócić jeśli są łamane. Podkreśla się także ogromną rolę dorosłych, którzy powinni stać na straży tych praw, respektować je i podejmować działania mające na celu ich ochronę.